# Heraclea de Pàrtia
Heraclea de Pàrtia (en llatí Heracleia Parthiae, en grec antic Ἡράκλεια) era una ciutat que menciona Estrabó i la situa, juntament amb Apamea, en la direcció de Rhagae.
Forbiger suposa que erala ciutat d'Heraclea que segons Plini el Vell va ser fundada per Alexandre el Gran i que més tard, destruïda, la va reconstruir el selèucida Antíoc I Sòter i va rebre el nom d'Akais (llatí Achais).